# ヤーニス・ルーシス
ヤーニス・ルーシス（Jānis Lūsis、1939年5月19日 - 2020年4月29日）は、旧ソビエト連邦（ラトビア）の陸上競技選手である。
ルーシスは、夏季オリンピックに4回出場し、金・銀・銅メダルをそれぞれ1つずつ獲得。ラトビアの選手で、3色のメダルをそろえた唯一の選手である。ルーシスは、1968年に91.68m、1972年に93.80と2度の世界新記録を樹立。また、彼は4度ヨーロッパ選手権を制している。
ルーシスの夫人のエルヴィラ・オゾリーナは1960年ローマオリンピックのやり投の金メダリストであり、息子のボルデマルス・ルーシスもやり投の選手であり、2000年、2004年のオリンピックに出場している。

## 主な実績
| 年   | 大会                 | 場所                           | 種目   | 結果 | 記録   |
| ---- | -------------------- | ------------------------------ | ------ | ---- | ------ |
| 1962 | ヨーロッパ陸上選手権 | ベオグラード（ユーゴスラビア） | やり投 | 金   | 82.04m |
| 1963 | ユニバーシアード     | ポルトアレグレ（ブラジル）     | やり投 | 金   | 79.77m |
| 1964 | オリンピック         | 東京（日本）                   | やり投 | 銅   | 80.57m |
| 1966 | ヨーロッパ陸上選手権 | ブダペスト（ハンガリー）       | やり投 | 金   | 84.48m |
| 1968 | オリンピック         | メキシコシティ（メキシコ）     | やり投 | 金   | 90.10m |
| 1969 | ヨーロッパ陸上選手権 | アテネ（ギリシャ）             | やり投 | 金   | 91.52m |
| 1971 | ヨーロッパ陸上選手権 | ヘルシンキ（フィンランド）     | やり投 | 金   | 90.68m |
| 1972 | オリンピック         | ミュンヘン（西ドイツ）         | やり投 | 銀   | 90.46m |